# Batu Madinding
Batu Madinding is een bestuurslaag in het regentschap Mandailing Natal van de provincie Noord-Sumatra, Indonesië. Batu Madinding telt 1089 inwoners (volkstelling 2010).